# Эйгенфельдская волость
Эйгенфельдская во́лость — административно-территориальная единица в составе Перекопского уезда Таврической губернии. Образована после утверждения 3 июля 1871 года Александром II Правила устройство поселян-собственников (бывших колонистов). Была создана не по географическому, а по национальному, принципу, включая в себя немецкие поселения-колонии, разбросанные по всему уезду. На 1886 год, согласно справочнику «Волости и важнѣйшія селенія Европейской Россіи», том VIII, в волости числилось 925 жителей (478 мужчин и 447 женщин), площадь земель составляла 15072 десятины (164 км²), из которой 5583 десятины пахотной. Действовало 4 сельских общества, включавших по 1 деревне (97 дворов и 471 жителя). На 1887 год волость состояла из 14 деревень с населением 1 832 человека.
Волость просуществовала до земской реформы 1890 года, когда, в результате реорганизации административно-территориального деления, была преобразована в Тотанайскую.